# Gustav Granath
Gustav Granath, född 15 februari 1997, är en svensk fotbollsspelare som spelar för norska Ham-Kam. Hans bröder, Viktor och Villiam, är också fotbollsspelare.

## Karriär
Granaths moderklubb är IF Tymer. Han gick som ung till Skövde AIK. Mellan 2015 och 2018 spelade Granath för A-laget i både Division 2 och Division 1.
I januari 2019 värvades Granath av Degerfors IF, där han skrev på ett tvåårskontrakt. Granath gjorde sin Superettan-debut den 31 mars 2019 i en 4–1-vinst över Syrianska FC. Han spelade 29 ligamatcher och gjorde tre mål under säsongen 2020, då Degerfors IF blev uppflyttade till Allsvenskan. I december 2020 förlängde Granath sitt kontrakt i Degerfors med tre år.
Efter degraderingen till Superettan 2023 för Degerfors IF valde Granath att lämna klubben på fri transfer. I februari 2024 skrev han på ett kontrakt fram till sommaren med danska Vejle BK som även innehöll en option om förlängning med två år.
I juli 2024 skrev Granath på ett kontrakt med Västerås SK fram till säsongens slut. I februari 2025 skrev han på ett ettårskontrakt med norska Ham-Kam.